# Vespa Club von Deutschland

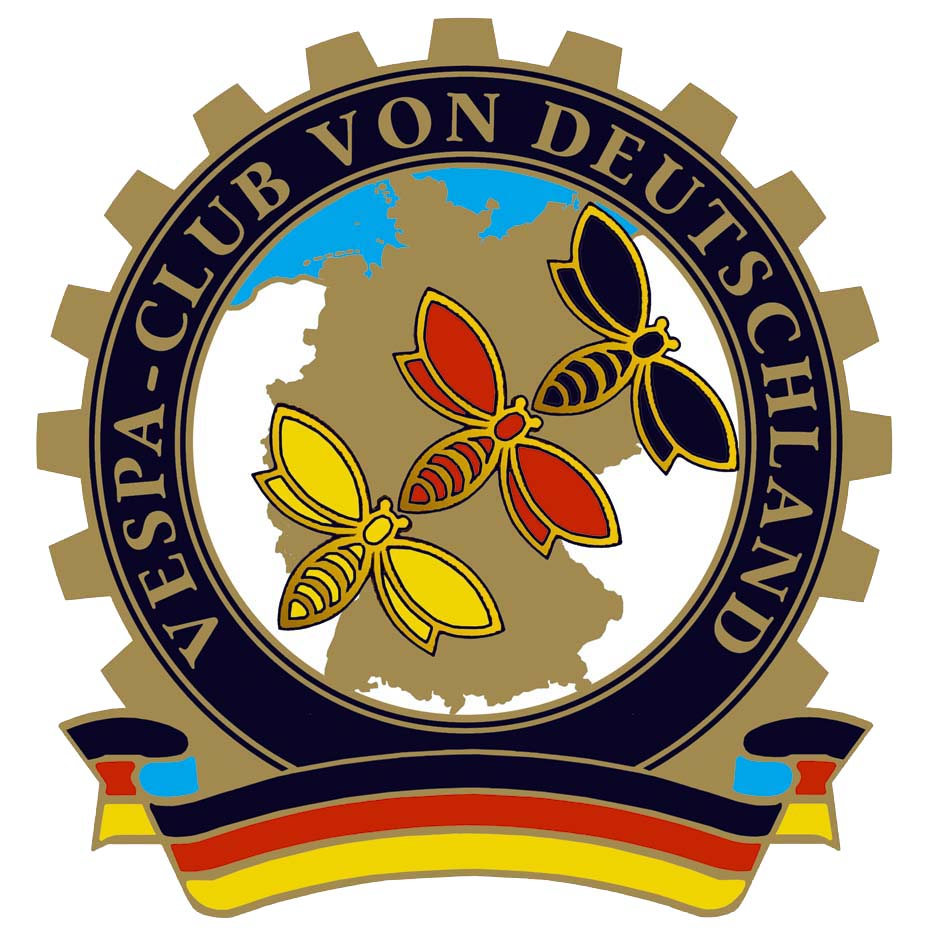
Das Logo des VCVD

Der Vespa Club von Deutschland e. V. (VCVD) ist der Dachverband von Vereinen, in denen sich Fahrer von Motorrollern der Marke Vespa zusammengeschlossen haben.

## Geschichte

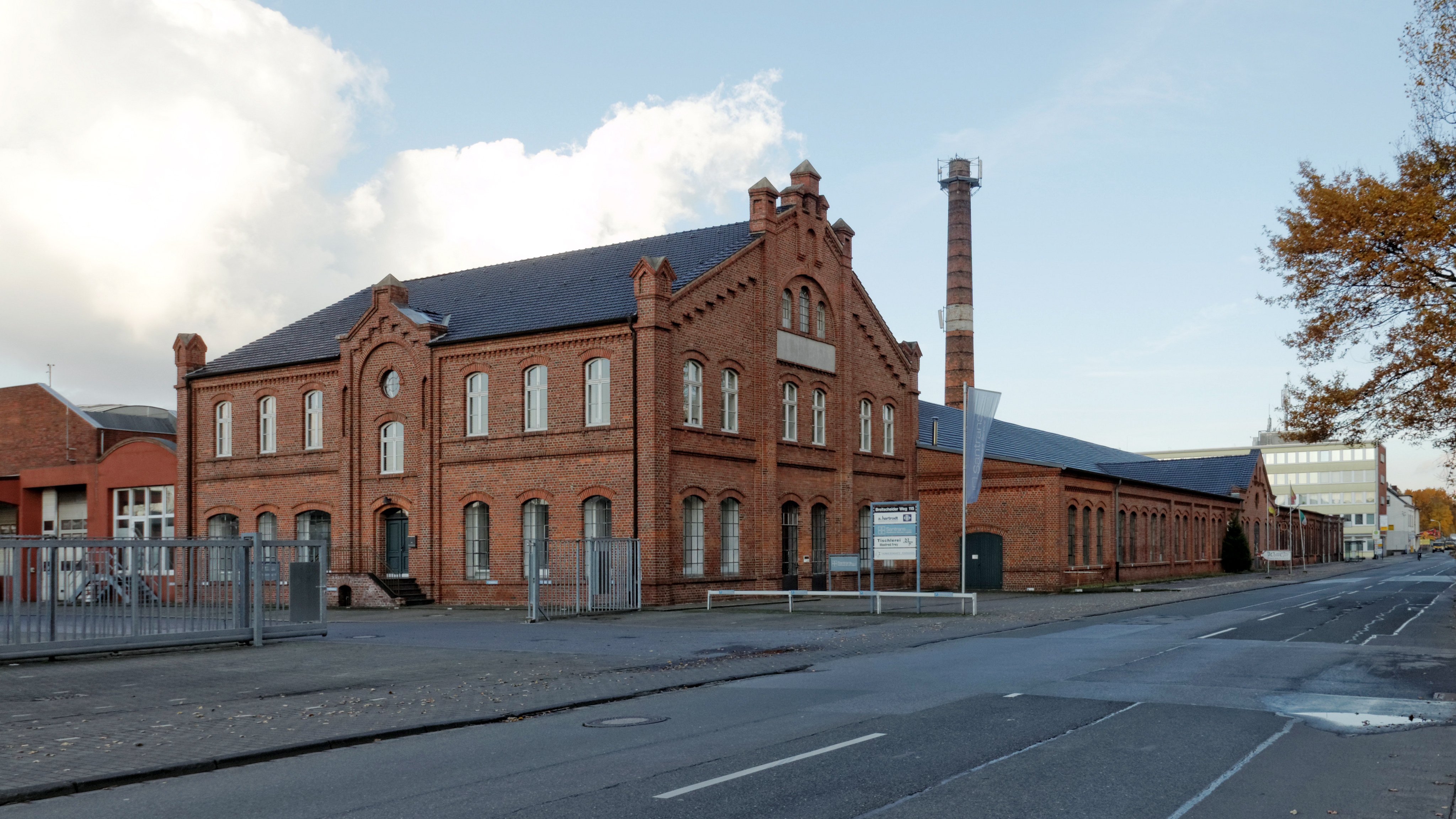
Hoffmann-Werke 2012 Ratingen-Lintorf

1952 gründeten Vertreter regionaler Vespa-Clubs den Vespa Club von Deutschland. Die Initiative ging unter anderem von dem Unternehmer Jakob Oswald Hoffmann aus, dessen Hoffmann-Werke Lintorf 1950 vom Vespa-Hersteller Piaggio die Lizenz erhielten, Vespa-Roller in Deutschland unter eigenem Namen zu fertigen. Erster Präsident wurde Ernst-August Prinz zur Lippe. Zum Sportkommissar und damit Vizepräsidenten wählten die Delegierten den Rennfahrer Fritz Huschke von Hanstein. Hans Stuck, ebenfalls Rennfahrer, war von 1958 bis 1975 Vereinspräsident. Auf den Vespatreffen galten strenge Kleidervorschriften. Ohne Anzug und Krawatte bzw. Abendkleid wurden die Gäste nicht zur Abendveranstaltung, dem „Vespa-Ball“, zugelassen.

## Sport
Richteten die jeweiligen regionalen Ableger zunächst einzelne Rennveranstaltungen aus, organisierte der VCVD seit den frühen 1960er Jahren Langstreckenrennen mit europäischer Beteiligung auf der AVUS in Berlin. Seit den 1990er Jahren veranstaltet der Verband die Deutsche Vespa-Sportmeisterschaft mit Geschwindigkeitsrennen, Enduro-Rallyes und Langstreckenfahrten, deren über das Jahr verteilte Wertungsläufe auch in Nachbarländer Deutschlands führen können. Auf Langstreckenrennen wie dem 24-Stunden-Rennen in der Motorsport Arena Oschersleben beteiligt sich ein VCVD-Team. Auf demselben Gelände organisiert der Berliner Ableger des Clubs den ADAC Bördesprint-Cup. Bei der Turniermeisterschaft liegt der Schwerpunkt auf Geschicklichkeit, bei der Trialmeisterschaft auf Wettbewerben im Gelände.

## Verband
Als Dachverband vertritt der Verband rund 200 Ortsclubs (Stand Juli 2020) mit ungefähr 4.000 Fahrerinnen und Fahrern. Alle zwei Jahre findet die Jahreshauptversammlung als Delegiertenversammlung statt. Präsident ist seit 2023 Christian Laufkötter, sein Vertreter ist Jörg Hemker. Vespina ist das offizielle Magazin des Clubs. 2010 wurde der VCVD Korporativmitglied im ADAC, seit 2021 ist der VCVD Mitglied im Vespa Club Europa.

## Historisches Register

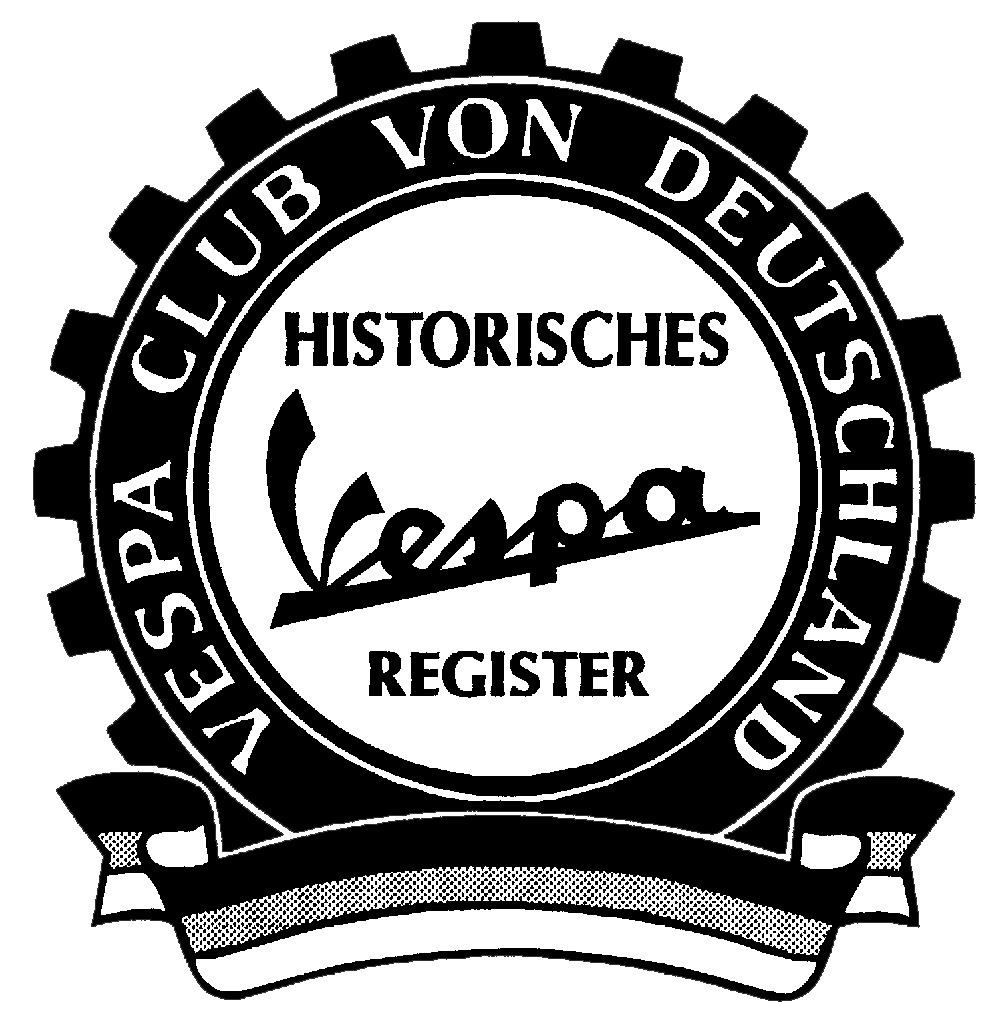
Logo des Historischen Registers

1998 wurde das Historische Vespa-Register des Vespa Club von Deutschland e.V. gegründet. Es erfasst zwei-, drei- und vierrädrige Vespa-Fahrzeuge, die mindestens 30 Jahre alt sind, die sich noch im Originalzustand befinden oder durch eine Restauration möglichst originalgetreu wieder aufgebaut wurden. So soll eine umfassende Übersicht über Art und Zustand der historischen Fahrzeuge in Deutschland geschaffen, Unterstützung für die Herrichtung alter Modelle gegeben und der Austausch der Eigentümer gefördert werden.